# Césure (typographie)
Pour les articles homonymes, voir césure.
 (novembre 2012).
Si vous disposez d'ouvrages ou d'articles de référence ou si vous connaissez des sites web de qualité traitant du thème abordé ici, merci de compléter l'article en donnant les références utiles à sa vérifiabilité et en les liant à la section « Notes et références ».
En typographie et en orthographe, la coupure de mot, parfois appelée aussi césure, est l'opération qui consiste à couper par un trait d'union conditionnel en fin de ligne un mot qui n’entrerait pas dans la justification. Cette coupure obéit à des règles bien précises qui varient d'une langue à l'autre. La plupart des logiciels de traitement de texte et de mise en page comportent un tel programme de césure.

## Règles

### Présentation de la césure
La marque de cette césure est le trait d'union, que l’on place en fin de ligne mais jamais au début. Par exemple :
et encore, je ne parle pas là de cou-
pure mais de division.
Dans le cas d’une justification à droite et à gauche du texte, le trait d'union inséré à la position de coupure d’un mot apparaît dans la largeur de la colonne de texte, mais jamais en marge.
De même on ne sépare aucune des ponctuations attachées au mot (la coupure se fait après l’espace qui les sépare du mot suivant, cette espace étant alors réduite à une largeur nulle en cas de justification à droite et à gauche de la ligne). La coupure sur ces espaces ne fait apparaître aucune coupure de mot, donc aucun trait d'union n’est nécessaire.
Le trait d'union préserve le style et la graisse des caractères du mot orthographié ; il sera donc gras ou léger, droit ou italique, souligné, biffé, surligné, et dans les mêmes couleurs que les caractères du mot où il est inséré.
D’une façon générale, on ne coupe jamais en ne laissant qu’un seul caractère du mot en début ou fin de ligne, car le trait d'union ajouté ne le justifierait pas. Si on ne peut couper ailleurs, le mot entier sera renvoyé à la ligne. Fréquemment, les règles typographiques imposent des longueurs minimales de coupure plus élevées (consulter les exemples ci-dessous), à moins que la colonne de texte soit si étroite qu’il est impossible d’y faire tenir le mot entier.

### Règles linguistiques
La séquence de césure s'effectue selon le découpage syllabique, en essayant si possible de couper entre préfixes et radicaux. Les règles de césures ne seront donc pas les mêmes en castillan, par exemple, dont la syllabation suit d’autres contraintes.

#### Règles relatives à l’apostrophe d’élision
On ne coupe jamais à la position d’une apostrophe (même si elle apparaît à la jonction de deux mots), car elle marque aussi l’élision partielle de la fin d’un premier mot dont les dernières lettres participent avec les premières lettres du mot suivant à la même syllabe prononcée.
Dans certains cas, elle apparaît même dans l’élision interne au milieu d’un même mot, ou lorsque ce sont les premières lettres du mot suivant qui ont été élidées. Et là aussi, la coupure est proscrite.

#### Règles relatives au point médian
En catalan, le point médian (·) joue le rôle d’un tiret de césure faible visible et celui d’un signe diacritique. Il apparaît au milieu des mots même non coupés, notamment entre deux 'l' prononcés de façon géminée, et marquant aussi la position d’une séparation syllabique, quand il est nécessaire de le distinguer du cas du trigramme ill prononcé dans une diphtongue (comme en français) ou digramme ll marquant un l palatal, qui est écrit sans point médian.
Ce point médian joue le rôle d’un signe diacritique pour le premier l du doublet l·l, et est souvent indenté horizontalement dans le cas du doublet L·L afin de préserver l’écartement typographique standard entre les deux L majuscules (ce qui fait clairement apparaître son caractère de signe diacritique modifiant la première lettre du doublet, et lui confère son caractère orthographique).
Quand un point médian (orthographique) est présent au milieu d’un mot, marquant clairement une séparation syllabique, et si la coupure peut avoir lieu, on le remplacera par un trait de césure; dans ce cas-ci, on doit toujours éliminer le point médian. En revanche, entre deux l non précédé d’un i, on a toujours une gémination, et la position de césure possible n’est jamais marquée orthographiquement et se fera de la façon usuelle. Ainsi avec le mot col·laboració :
... col-
laboració...
Pour ces raisons le point médian ne peut jamais être utilisé en catalan comme signe de ponctuation séparant deux mots, sans l’encadrer d’une espace de chaque côté (dont la première devrait être insécable au contraire de la seconde). Cette règle typographique devrait aussi être observée en français et dans les autres langues[réf. souhaitée].

#### Difficultés, ambiguïtés et cas des ligatures
Il existe en français au moins un mot (plus exactement, deux homographes) qui doit être coupé différemment selon son sens ou sa nature grammaticale : « malaise » se coupe en mal-aise s’il s’agit du nom masculin qui désigne un état de désagrément ou de gêne passagère, mais en ma-laise s’il s’agit du nom féminin (gentilé) ou de l’adjectif relatif à la Malaisie.
En allemand, l’eszett (ß) suit les règles des consonnes en général et se place donc notamment après la césure s’il se trouve entre deux voyelles (sauf mots composés). Si le même mot est écrit avec ss selon la règle en usage en Suisse ou (facultativement) dans des mots entièrement écrits en majuscules (STRASSE au lieu de STRAẞE), il se coupe cependant en  s-s.
L’eszett possède d’autres interprétations dans d’autres langues d’Europe centrale comme le hongrois, où il représente une ligature les lettres sz (ou SZ pour la ligature majuscule). Si la langue ne peut être déterminée, l’eszett ne pourra pas être coupé de façon valide avec certitude.
D’autres ligatures minuscules ou majuscules (dont certaines autres fondées sur le s long) existent aussi, mais elles sont typographiques uniquement et peuvent toujours se décomposer dans leurs composants. (Ces ligatures peuvent être produites automatiquement par les moteurs de composition de page, et les règles relatives à leur césure autorisée ou non peuvent aussi être contrôlées dans les logiciels aussi de la même façon que dans le cas des autres digrammes ou trigrammes).

## Exemples
Dans les exemples ci-dessous, le tiret court (-) indique la césure autorisée, la barre oblique (/) indique la césure interdite ; les positions de césures autorisées mais non recommandées sont indiquées par le signe deux-points (:).

### Mots composés
Dans les mots composés utilisant déjà un trait d’union, la seule coupe possible est au trait d'union lui-même, sans insérer de trait d'union supplémentaire : 
- por/te-mon/naie

... dans son gros porte-
monnaie.
- rou/ge-gor/ge

... Au printemps, le rouge-
gorge...
Dans les composés avec un tiret demi-cadratin mais sans traits d’union, la coupe est possible après ce tiret demi-cadratin, sans insérer de trait d’union supplémentaire :
- Mont-pel-lier–Bar-ce-lo:ne

Quand traits d’union et tirets demi-cadratins sont présents ensemble, la coupure n’est possible qu'après ces caractères, sans insérer de tiret supplémentaire (et préférablement après un tiret demi-cadratin avant tout autre trait d’union) :
- Cour/be/voie–As/niè/res-sur-Sei/ne

### Coupes qu’il vaut mieux éviter
La césure relève de certaines règles afin d’éviter des césures malheureuses.
Pour les mots dérivés à affixes, on songera d’abord à effectuer la césure à la jonction du lexème des affixes en question :
- trans-ac:tion
- cis-al:pin
- at:mo-sphè:re
- an:ti-gè:ne
- ho:mo-gè:ne
- an:ti-cons:ti:tu:tion:nel:le:ment

On évite de laisser deux lettres -pe en début de ligne, et si possible de couper le préfixe proto- (mais ce n’est pas interdit). On évite aussi de ne laisser que deux caractères en début ou fin de ligne :
- su:per:be
- suc-ces-si:ve
- pro:to-ty:pe

On évite la formation du mot que en début de ligne :
- syl-la-bi/que

On évite in- ou ru- réduits à deux lettres en fin de ligne, ainsi que con- tout seul en fin de ligne et surtout en début de ligne :
- con/naî-tre
- con/sis-tant
- in:con-sis-tant

- ru:bi/con

On évite cul- ainsi que deux lettres, re en début de ligne :
- cul/tu:re

On évite absolument fac- en début de ligne ; mieux vaut facul-té que fa-culté
- fa:c/ul-té

Il est recommandé en outre d’éviter d'effectuer plus de trois césures successives (cette règle n’est pas stricte, dans des colonnes étroites de texte justifiées à droite et à gauche, il est parfois difficile de faire autrement sans produire des espacements entre mots ou entre caractères, trop grands pour être facilement lisibles sur la même ligne ou trop petits pour faire apparaître clairement les espaces de séparation entre les mots).

## Informatique
La plupart des logiciels de traitement de texte et de mise en pages comportent un programme de césure automatique s'adaptant à la langue du texte. Cependant, en l’absence d’un tel logiciel, les coupures automatiques seront totalement évitées sauf si la langue ou l’écriture l’y autorise.
Le caractère Unicode U+00AD est un trait d'union conditionnel permettant d'indiquer l'emplacement d'une césure possible dans un mot. En HTML ou SGML, ce caractère peut être indiqué par l’entité de caractère &shy;. Le nom shy est un acronyme pour soft hyphen en anglais ; c'est aussi un rétro-acronyme, puisque shy signifie « timide ». Or, le trait d'union « conditionnel » peut être nommé discretionary hyphen, « trait d'union discrétionnaire », qui évoque discret. C'est le trait d'union discret, qui se cache.
De façon générale :
- Dans les textes codés, on interdira la coupure dans les cas ambigus si aucun tiret discret (soft hyphen, alias shy) n’est explicitement codé à la position de coupure autorisée, pour indiquer aussi quel sens est donné au mot ;
- Malgré cela, il est interdit de couper au milieu de tout groupe de graphèmes signifiant (dont ceux liés par un diacritique double) ;
- On peut empêcher une ligature dans les textes encodés avec Unicode, au moyen d’un caractère de contrôle de format (lui-même toujours invisible) « anti-liant sans chasse » (zero-width non-joiner, alias ZWNJ) qui a aussi pour effet d’indiquer explicitement que non seulement la coupure est autorisée, mais aussi que l’affichage de la ligature est indésirable (c’est nécessaire en allemand pour certaines distinctions) . Ce caractère peut lui-même être suivi d’un tiret discret pour indiquer explicitement que la coupure est non seulement possible, mais souhaitée à cette position si elle doit avoir lieu dans le mot ;
- On peut aussi forcer la production d’une ligature avec un caractère de contrôle de format (lui-même toujours invisible) « liant sans chasse » (zero-width joiner, alias ZWJ), qui a aussi pour effet de lier deux groupes de graphèmes consécutifs entre lesquels il s’insère en un seul groupe, mais aussi d’empêcher l’affichage d’une possible ligature produite automatiquement par les moteurs de composition de page.

Dans le cas de l’eszett allemand :
- Pour éviter toute altération du texte, il est déconseillé de couper un eszett sans recours à un dictionnaire d’exceptions. En cas de doute (si deux acceptions de sens sont possibles avec ou sans la coupure, ou si un dictionnaire d’exceptions n’est pas disponible), on gardera l’affichage de la ligature traitée comme un graphème unique, sans coupure ;
- On peut, en revanche, indiquer explicitement la production préférable de la ligature eszett signifiante et insécable, en insérant un caractère de contrôle de format (lui-même toujours invisible) « liant sans chasse » (zero-width joiner, alias ZWJ) entre les deux s liés en un seul graphème. Aucun recours à un dictionnaire d’exceptions n’est alors nécessaire ;
- On peut aussi empêcher explicitement la production automatique d’une ligature non signifiante et sécable, en insérant un caractère de contrôle de format (lui-même toujours invisible) « anti-liant sans chasse » (zero-width non-joiner, alias ZWNJ) entre les deux s alors traités comme des graphèmes séparés. Cela a pour effet d’autoriser la coupure sans avoir besoin de recourir à un dictionnaire d’exceptions ;
- Les mêmes possibilités de résolution d’ambiguïtés sont offertes pour le cas de l'eszett des autres langues d’Europe centrale.

Des caractères ligaturés sont utilisés dans d’anciennes transcriptions en alphabet phonétique international (API), où le même caractère codant le eszett allemand était utilisé mais en tant que caractère ayant valeur de symbole unique. La norme API actuelle a rendu ces ligatures obsolète, et privilégie l’écriture des symboles séparés, et liés par un tirant long suscrit (considéré comme un signe diacritique « double », encodé en Unicode juste avant le second caractère de base). L’API possède un symbole qui ressemble à un eszett, mais il est toujours insécable et codé différemment : il s’agit en fait de la lettre latine bêta minuscule (distincte aussi de la lettre grecque dans les textes encodés avec Unicode).